# Mount Drewry, Antarktis
Mount Drewry är ett berg i Antarktis. Det ligger i Östantarktis. Nya Zeeland gör anspråk på området. Toppen på Mount Drewry är 2 910 meter över havet, eller 685 meter över den omgivande terrängen. Bredden vid basen är 3,6 km.
Terrängen runt Mount Drewry är varierad. Trakten är obefolkad. Det finns inga samhällen i närheten. 